# 吉村医院
吉村医院（よしむらいいん）は、愛知県岡崎市にある産婦人科の有床診療所。自然分娩の医院として知られる。2022年3月に吉村医院あさひ産婦人科に名称変更した。

## 概要
1928年、乙川の殿橋付近で診療所が開院。戦後、柱町に移転し、1961年に吉村正が2代目院長として引き継いだ。
自然分娩を目標とし、現代の産科医療に協調しながら、予防医学的な診療方針をとっている。かつては妊婦が薪割り、スクワット、拭き掃除などで体力を維持して出産に備える方法を行っていた。
昔ながらの労働をして、自らの手や足を動かし、心を整えて、難産を防ぐこと、産前ケアが特徴。前院長の時代の出産データ（2004～2006年）によれば分娩数 910件、うち吸引分娩 0.7％、搬送率 6％と他院への高率な搬送が発生していた。なお、全分娩件数のうち帝王切開率3.4％（吉村医院では帝王切開を実施せず、搬送先での実施率）であった。
2014年1月1日、田中寧子が院長に就任。
2022年3月25日、柱町字東荒子123番地から、道路を挟んだ北側の同町字東荒子141番地1に移転。病院名も「吉村医院あさひ産婦人科」に変わった。

## 医師
- 吉村正（よしむら ただし）
  - 2代目院長。1932年生まれ。1956年、名古屋大学医学部卒。医学博士。2010年頃に体調を壊し、2013年末をもって、院長を辞任した[4]。

- 田中寧子（たなかやすこ）
  - 現院長。1972年生まれ。東京出身。1998年、日本医科大学卒業。自治医科大学産婦人科教室で研修。 以後札幌・東京・横浜・豊田にて10年間産婦人科医師として勤務。その後2010年吉村医院に就職し、2014年1月1日より、院長となった[5]。

## 施設
- 所在地：愛知県岡崎市柱町字東荒子123番地
- 本院
  - 和式の分娩室
  - 和式の入院室：四畳半程度の個室の畳部屋である。主な付帯設備はエアコン、冷蔵庫、洗面台、収納棚、温度計である。テレビはない。

## 関連書籍・放送
- 朝日放送 『たけし・所のWA風がきた!』 2002年1月8日放送 「赤ちゃん誕生」
- NHK 『すくすく子育て』 2004年10月30日放送 「自分らしく産む - 吉村医院」
- 週刊文春　2006年7月20日号 『本当にあるのか「理想の病院」（1）』
- ドキュメンタリー映画『プルミエール 私たちの出産』 2007年
- 月刊MOKU　2008年6月1日発行『特集「医のゆくえ」－たそがれる医療王国－』「死を賭したお産が生を輝かせる」
- フジテレビ『エチカの鏡』 2010年2月7日放送「今ドキのお産SP」

## 関連作品
- ドキュメンタリー映画『玄牝-げんぴん-』 河瀬直美監督、2010年。